# Casa do Correio Velho
A Casa do Correio Velho é uma casa senhorial gótica do século XVI, situada no centro histórico de Pontevedra, em Espanha.

## Localização
A casa está situada na Praça Celso García de la Riega, no extremo norte do centro histórico de Pontevedra, muito perto da Ponte do Burgo, uma das principais entradas da vila medieval. Uma das suas fachadas laterais tem vista para a Rua Real e o Caminho Português, bem como para a antiga via romana XIX, enquanto a outra tem vista para a Rua de San Nicolás.

## História
É um dos edifícios civis mais antigos da cidade. Esta casa fidalga foi construída no século XVI a mando de duas famílias bascas da província de Álava, a família Ibaizábal e a família Murga, que se estabeleceram na cidade velha de Pontevedra e aqui fixaram residência. A família Murga, que se espalhou por outras partes da Península Ibérica, chegou a Pontevedra ligada à família Ibaizábal. A casa sofreu alterações posteriores.
A casa deve o seu nome à função de Casa do Correio a que estava dedicado o seu rés-do-chão, com serviço de correios já em 1707. Foi utilizada como estação de correios no século XVIII devido à sua excelente localização, muito próxima da Ponte do Burgo e do Caminho Português. O pai de Frei Martín Sarmiento, correio do reino em Pontevedra, estava ligado à casa.

## Descrição
Trata-se de uma casa do século XVI, de estilo gótico tardio, com um rés-do-chão e três andares superiores. A sua fachada principal apresenta um alfiz típico do século XVI, que percorre a fachada virada para a Praça Celso García de la Riega e delimita a parte superior com um grande brasão com as armas das famílias Ibaizábal (com uma árvore), Villegas (com uma cruz e oito caldeirões), Aldao (com cinco flores-de-lis) e Salazar (representada por treze estrelas). O brasão é ornamentado por um elmo com o seu penacho e decorado com lambrequins, bem como por uma cabeça de anjo abaixo da ponta do brasão.
Mantém-se intacta a entrada principal da casa, encimada por um arco abatido de três centros e um pequeno brasão na chave do arco. As aberturas dos dois primeiros pisos da casa são portas com varandas, e a porta do terceiro piso tem uma varanda a todo o comprimento da fachada.
Do lado esquerdo da rua Real, outro pequeno brasão quadrado ostenta as armas da família Murga, originária do município de Ayala e estreitamente ligada à família Ibaizábal.

## Galeria

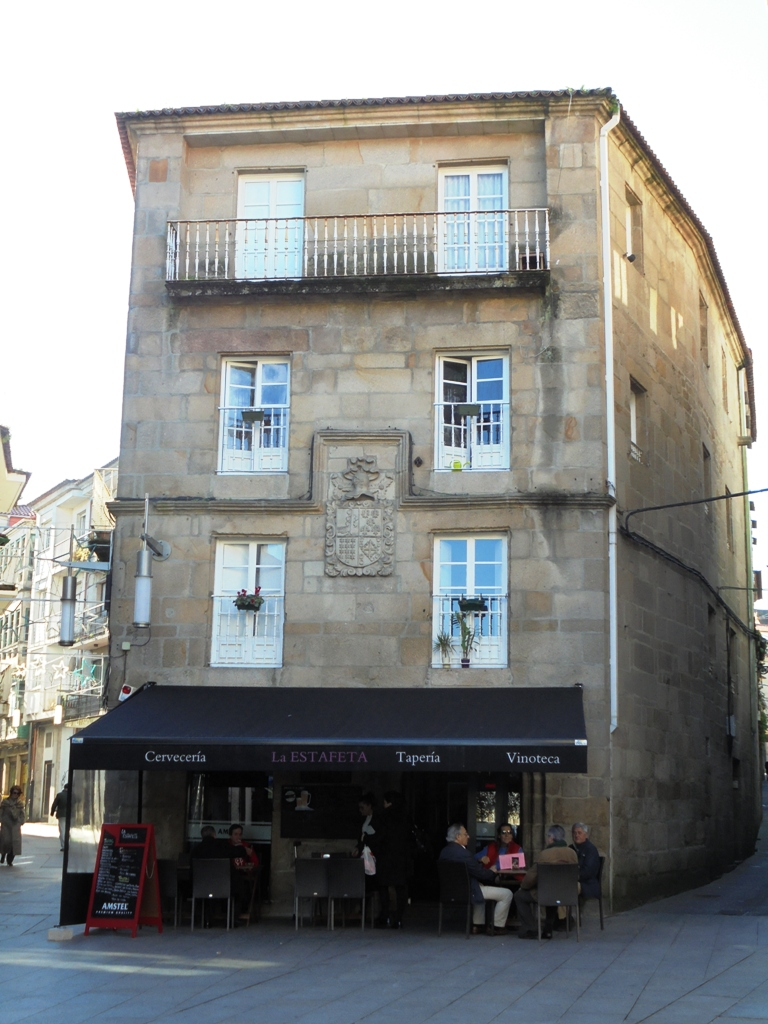
Fachada principal
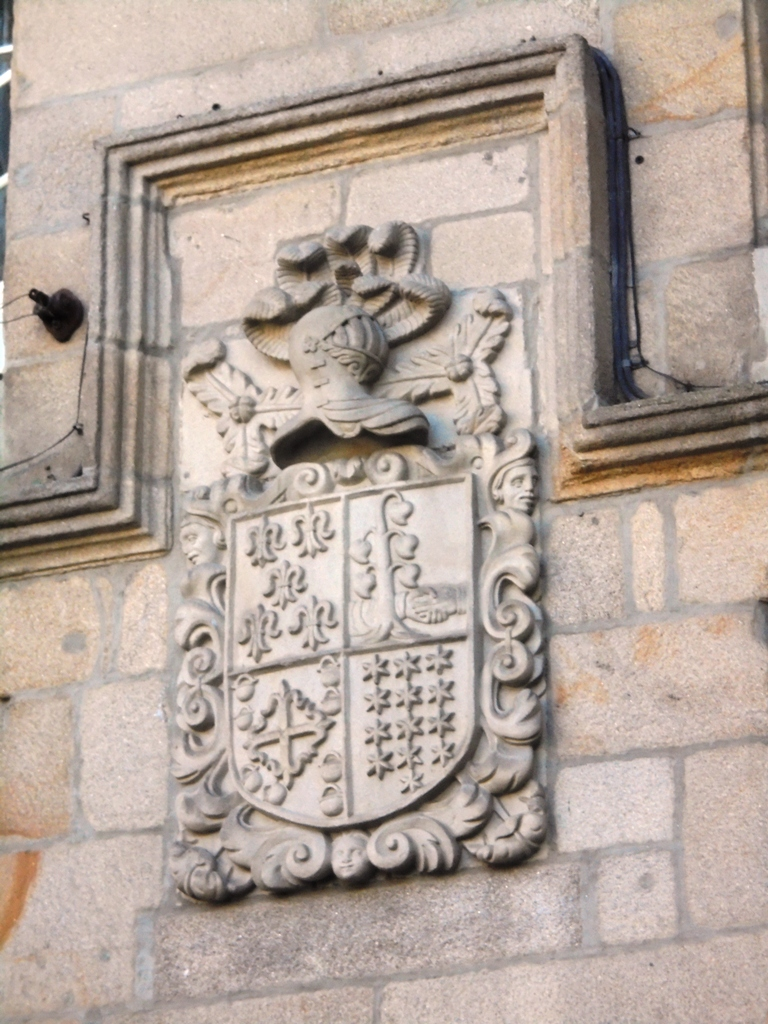
Brasão de armas na fachada principal
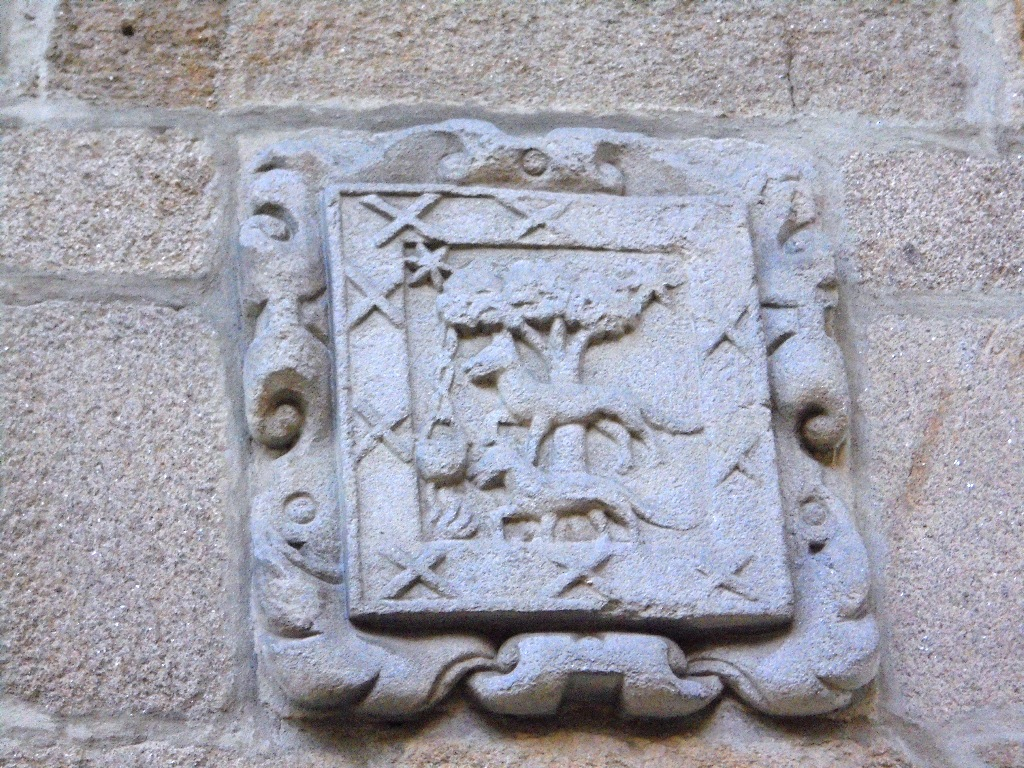
Brasão de armas na fachada lateral

### Artigos relacionados
- Cidade Velha de Pontevedra
- Rua Real
- Casa dos Vaamonde